# Metrioptera oblongicollis
Metrioptera oblongicollis är en insektsart som först beskrevs av Brunner von Wattenwyl 1882.  Metrioptera oblongicollis ingår i släktet Metrioptera och familjen vårtbitare. Inga underarter finns listade i Catalogue of Life.